# Phoracantha porosa
Phoracantha porosa es una especie de escarabajo del género Phoracantha, familia Cerambycidae. Fue descrita científicamente por Carter en 1929.
Esta especie se encuentra en Australia.
Mide 2 centímetros de longitud.